# Usměvavá tvář
Usměvavá tvář (v anglickém originále Funny Face) je americká romantická hudební komedie, film z roku 1957 režiséra Stanleyho Donena studia Paramount Pictures s Audrey Hepburnovou a Fredem Astairem v hlavní roli. Snímek je inspirován životem světoznámého fotografa Richarda Avedona. Film obsahuje nejen řadu filmových písní, ale i několik větších tanečních čísel. Fred Astaire byl profesionální tanečník a Audrey Hepburnová dříve studovala balet. Odměna Freda Astaira za práci na filmu byla mnohonásobně vyšší než odměna Audrey Hepburnové.

## Děj
Děj filmu vypráví příběh módního fotografa Dicka Averyho (Fred Astaire), který pro svůj módní časopis a jeho ambiciózní ředitelku Maggie Prescottovou (Kay Thompsonová) hledá novou neokoukanou a oduševnělou tvář, která by se mohla stát modelkou. Tu najde čirou náhodou v jednom zapadlém newyorském knihkupectví v Greenwich Village na Manhattanu, kde prodává nenápadná drobná, štíhlá a intelektuálně vyspělá dívenka Jo Stockton (Audrey Hepburnová). Společně s Dickem, Maggie a ostatními modelkami se Jo vydává letadlem do Paříže, kde se má stát hlavní modelkou časopisu. Ona však hodlá návštěvy Paříže využít k tomu, aby se seznámila s profesorem Emilem Fostrem (Michel Auclair) a studovala u něj filozofický směr zvaný empatikalizmus, který ji velmi zaujal. Nicméně profesor o ni stojí jen proto, aby ji sexuálně zneužil. Během práce při fotografování nové módní kolekce se Jo zamiluje do Dicka. Příběh končí šťastně, Dick a Jo se sblíží a „odtančí“ pryč.

## Hrají
- Audrey Hepburnová (Jo Stocktonová, prodavačka v knihkupectví a modelka)
- Fred Astaire (Dick Avery, fotograf)
- Kay Thompsonová (Maggie Prescottová, ředitelka módního vydavatelství)
- Michel Auclair (profesor Emile Flostre, filozof)
- Robert Flemyng (Paul Duval, módní manažer)
- Dovima (Marion, modelka)
- Suzy Parkerová (tanečnice)
- Sunny Hartnett (tanečník)
- Jean Del Val (kadeřník)
- Virginia Gibson (Babs)
- Sue England (Laura)
- Ruta Lee (Lettie)
- Alex Gerry (Dovitch)
- Iphigenie Castiglioni (Armande)